# Marasmarcha
Marasmarcha is een geslacht van vlinders uit de familie van de vedermotten (Pterophoridae).
De typesoort van het geslacht is Alucita phaeodactyla Hübner, 1805

## Soorten
- M. asiatica Rebel, 1902
- M. bengtssoni (Gielis, 2009)
- M. bonaespei (Walsingham, 1881)
- M. cinnamomea Staudinger, 1870
- M. cinnamomeus (Staudinger, 1871)
- M. colossa Caradja, 1920
- M. corniculata (Meyrick, 1913)
- M. crudipennis Meyrick, 1932
- M. ehrenbergiana Zeller, 1841
- M. ehrenbergianus (Zeller, 1841)
- M. empedota (Meyrick, 1908)
- M. fauna (Millière, 1876)
- M. glycyrrhizae Zagulajev, 1969
- M. glycyrrihzavora Zheng & Qin, 1997
- M. iranica Arenberger, 1999
- M. lamborni Kovtunovich & Ustjuzhanin, 2014
- M. leucocrossa Meyrick, 1936
- M. locharcha (Meyrick., 1924)
- M. lunaedactyla - Stalkruidvedermot (Haworth, 1811)
- M. lydia Ustjuzhanin, 1996
- M. oxydactylus (Staudinger, 1859)
- M. pavidus Meyrick, 1907
- M. pumilio Zeller, 1873
- M. rhypodactyla Staudinger, 1870
- M. rhypodactylus (Staudinger, 1871)
- M. rubriacuta (Gielis, 2009)
- M. sarcochroa Meyrick, 1932
- M. sisyrodes Meyrick, 1921
- M. spinosa Meyrick, 1925
- M. tenax Meyrick, 1913
- M. tugaicola Zagulajev, 1986
- M. verax (Meyrick, 1909)